# Commelina reygaertii
Commelina reygaertii är en himmelsblomsväxtart som beskrevs av De Wild. Commelina reygaertii ingår i släktet himmelsblommor, och familjen himmelsblomsväxter.
Artens utbredningsområde är Kongo-Kinshasa. Inga underarter finns listade.